# Гузун, Виктор Михайлович
Ви́ктор Миха́йлович Гузу́н (род. 22 августа 1979, Днестровск) — депутат Верховного совета Приднестровской Молдавской Республики (ПМР) IV, V, VI и VII созывов, экономист.

## Биография
Виктор Гузун родился 22 августа 1979 года в Днестровске. В 1996 году окончил там среднюю школу № 2.
С 1996 по 2001 год получал образование на экономическом факультете Международного независимого университета Молдовы в Кишинёве по специальности «Банки и рынок ценных бумаг».
С 2002 года по 2004 год проходил курс военной подготовки на военной кафедре Приднестровского государственного университета имени Т. Г. Шевченко по специальности «организация воспитательной работы в мотострелковых подразделениях, частях и соединениях». Офицер запаса.
В 2008 году окончил магистратуру Академии экономических знаний Кишинёва по специальности «Управление финансами банка».
В 2012 году окончил аспирантуру Российской академии народного хозяйства и государственной службы при Президенте РФ в Москве. Защитил кандидатскую диссертацию. Решением совета № 24 от 2 ноября 2012 года Виктору Гузуну была присуждена степень кандидата экономических наук.
Трудовую деятельность начал в 2001 году в акционерно-коммерческом банке «Тиротекс», город Тирасполь. С 2002 по 2010 год работал в должности исполнительного директора Торгово-промышленной палаты ПМР.
27 марта 2005 года избран депутатом Тираспольского городского Совета народных депутатов. 11 декабря 2005 года и 12 декабря 2010 года избран депутатом Верховного совета Приднестровской Молдавской Республики IV и V созывов.
С 2010 года возглавляет Комитет по развитию малого и среднего бизнеса и промышленности Верховного совета ПМР.
29 ноября 2015 года избран депутатом Верховного совета ПМР VI созыва. В 2020 году избран депутатом Верховного совета VII созыва.
Женат. Воспитывает сына.

## Награды
- Благодарственное письмо Президента ПМР;
- Грамота Верховного Совета ПМР;
- Медаль «За отличие в труде»;
- Орден «Трудовая слава».